# Всё исправить
«Всё исправить» — российская кинокомедия производства компании «Red Carpet Studio».
Премьера в российских кинотеатрах состоялась 28 апреля 2016 года. Выход на DVD — 5 декабря 2016 года (дистрибьютор — «Мистерия звука»). Телевизионная премьера фильма прошла 7 мая 2017 года на канале НТВ.

## Сюжет
Молодёжная поп-группа MBAND попала в неприятную ситуацию: по решению суда, бой-бенд должен в строго установленный срок выплатить огромный денежный штраф «Звезде» (роль исполняет Николай Басков), в противном случае все права на группу переходят «Звезде». Парни из MBAND, пытаясь добыть огромную сумму, ввязываются в сомнительное поручение бизнесмена-олигарха, который хочет разлучить свою дочь с одним «ботаником».

## В ролях
| Актёр                | Роль                                                                    |
| -------------------- | ----------------------------------------------------------------------- |
| Никита Киоссе        | солист группы «MBAND»                                                   |
| Артём Пиндюра        | солист группы «MBAND»                                                   |
| Анатолий Цой         | солист группы «MBAND»                                                   |
| Владислав Рамм       | солист группы «MBAND»                                                   |
| Николай Басков       | Звезда                                                                  |
| Дарья Мороз          | Вива PR-менеджер группы «MBAND», затем стала работать на «Звезду»       |
| Евгений Сармонт      | Митя Петров директор группы «MBAND»                                     |
| Вячеслав Гришечкин   | Владислав Михайлович олигарх, отец Маши                                 |
| Дарья Повереннова    | мама Маши, супруга Владислава Михайловича                               |
| Игорь Жижикин        | Иван Петрович Сидоров охранник олигарха, присматривающий за его дочерью |
| Стася Милославская   | Маша дочь олигарха                                                      |
| Владислав Демьяненко | Аркадий парень Маши, молодой учёный                                     |
| Ёла Санько           | старушка-иностранка                                                     |
| Екатерина Шумакова   | поклонница Анатолия Цоя                                                 |
| София Демидова       | младшая сестра Владислава Рамма                                         |
| Артём Ткаченко       | ведущий боёв без правил                                                 |
| Владимир Козловский  | друг Маши                                                               |

### Камео
| Актёр             | Роль               |
| ----------------- | ------------------ |
| Денис Курочкин    | ведущий Love Radio |
| Александр Соколов | ведущий Love Radio |

## Создание
Режиссёр Антон Калинкин:

«Идея фильма родилась из ощущения и понимания того, что сейчас в кинопрокате нет контента для зрителей 10–16 лет. Чего-то лёгкого и романтического с кумирами молодёжи. Когда появилась группа MBAND и я увидел, как ребята работают, идея возникла сама собой. Вот они — весёлые, молодые, талантливые и уверенные в себе кумиры подростков. Собственно, о них и был написан сценарий этой комедии».— 
Съёмки фильма проходили в 2015 году в Москве и Санкт-Петербурге (в частности, эпизоды на разводном мосту и плавания на Неве).

## Премия
- Фильм стал обладателем молодёжной премии «OOPS! Choice Awards 2016» в номинации «Лучший фильм»[7]

## Факты
- Эпизод фильма, где группа MBAND даёт концерт — это кадры с реального сольного концерта группы, который состоялся 10 октября 2015 года в московском клубе Bud Arena. Сцена предложения руки и сердца Аркадия Маше, а также несколько других сцен снимались прямо во время этого концерта[8].
- Музыкальным продюсером фильма выступил Константин Меладзе, являющийся продюсером группы MBAND. В фильме звучат некоторые музыкальные композиции группы MBAND, в частности, «Она вернётся», «Посмотри на меня», а также песня «Всё исправить», написанная Константином Меладзе и Артёмом Пиндюрой специально для фильма и ставшая его официальным саундтреком[9]. Также в фильме используются песни других исполнителей (например, певицы Ёлка, поп-группы Burito, рок-группы Nestandart) и классические композиции Н. А. Римского-Корсакова, П. И. Чайковского, В. Моцарта. Николай Басков в фильме исполняет песни «Группа крови» Виктора Цоя[10] и «Она вернётся» группы MBAND.

## Критика
Фильм получил как положительные, так и отрицательные оценки кинокритиков:
- Борис Иванов, обозреватель Film.ru:

«#Всё_исправить!?!» — кино с моралью, причём несколько неожиданной для такого рода фильма. <…> Шуток и гэгов в фильме много, но далеко не все из них смешат, и профессиональные актёры попадают в комическую мишень куда чаще, чем молодые музыканты. Басков, напротив, «жжёт» в каждой сцене. Видно, что это не первая его комедия и даже не первый фильм, где он пародирует сам себя.
- Ольга Третьякова, рецензия «Киномании»:

Пожалуй, основная сюжетная проблема в том, что MBand в этом фильме — главные герои, но при этом как бы не главные. Потому что кино это не про капризных мальчишек, которые не хотят выступать на корпоративах и птицефабриках… <…> А стереотипная история про любящие сердца [сюжетная линия Маши и Аркадия], которые не могут соединиться. Но поскольку главные герои [Маша и Аркадий] гротескные, а не романтичные, им как-то не сочувствуешь.
- Денис Ступников, InterMedia:

По пути смелого смешения жанров пошёл режиссёр «#Всё_исправить?!?» Антон Калинкин. Тут вам и страсти-мордасти для девочек пубертатного возраста, и героические будни авиаторов, и умело использованные оммажи комедиям Леонида Гайдая, и даже неожиданные экскурсы в мир авангардной живописи.
- Митя Тюлин, «Киноафиша»:

Этот фильм создан для того, чтобы заработать на наивной фан-базе четырёх смазливых ребят, как происходило в Штатах, скажем, с киноопытами Бритни или Майли Сайрус.